# Phillip Cocu
Phillip John William Cocu (Eindhoven, 29 oktober 1970) is een Nederlands voetbalcoach en voormalig voetballer. Hij kwam voornamelijk uit als middenvelder, maar werd wanneer nodig ook opgesteld als aanvaller of verdediger. Cocu stond als speler het grootste gedeelte van zijn loopbaan onder contract bij PSV, Vitesse en FC Barcelona. Daarnaast speelde hij 101 wedstrijden voor het Nederlands elftal. Kenmerkend voor Cocu waren zijn multifunctionaliteit, leiderschap, overzicht en passing. Hij beëindigde zijn actieve voetbalcarrière in 2008.
Cocu was van 2008 tot 2012 assistent van bondscoach Bert van Marwijk bij Oranje. In 2009 keerde hij terug bij PSV, waar hij eerst jeugd-, assistent- en interim-trainer was en in 2013 benoemd werd tot hoofdcoach. Dat bleef hij tot 2018. Cocu was in 2018 vier maanden coach van Fenerbahçe, van juli 2019 tot november 2020 was hij coach van Derby County. Op 26 september 2022 werd hij aangesteld als de nieuwe hoofdtrainer van Vitesse.

## Spelerscarrière

### AZ Alkmaar
Als zoon van Peter en Rina zag Phillip Cocu het levenslicht in Tongelre, een stadsdeel in het oosten van Eindhoven. Op driejarige leeftijd verhuisde hij met zijn ouders naar Zevenaar. Daar begon Cocu met voetballen bij amateurclub SV DCS. Voordat Cocu enkele jaren later naar Alkmaar zou vertrekken, speelde hij een korte tijd voor het B1-jeugdteam van De Graafschap. In Alkmaar ging Cocu spelen voor amateurclub AFC '34. Daar werd hij gescout door AZ, waar hij vervolgens in de A1 ging spelen. Via het tweede elftal kwam Cocu bij de selectie van AZ en in op 22 januari 1989 maakte hij zijn debuut in een uitwedstrijd tegen N.E.C. (3-1 verlies). In het resterende seizoen zou hij basisspeler worden en blijven. AZ miste in 1989 op een haar na de nacompetitie en wist dus niet te promoveren.
In het seizoen 1989/1990 ging het beter met AZ; ondanks dat er minder punten werden gehaald dan het seizoen daarvoor, haalde AZ de nacompetitie. Met Cocu op het middenveld, die 35 wedstrijden zou spelen, eindigde AZ op de vierde plek. In de nacompetitie-poule eindigde AZ echter achter NAC en FC Zwolle als laatste. Aan het eind van dat seizoen vertrok Cocu naar Vitesse.

### Vitesse
Vitesse, dat zich sinds haar promotie in 1989 nadrukkelijk had gemeld in de (sub)top van Nederland, ging in het seizoen 1990/1991 met Cocu in de gelederen wederom spelen voor de bovenste plaatsen. Helaas voor Cocu sloeg het noodlot in zijn eerste wedstrijd meteen toe; tegen Sparta brak hij zijn rechterkuitbeen en stond daarmee lange tijd buitenspel (ook door onverwachte complicaties). Vooral door niet adequate begeleiding op medisch vlak stond hij als voetballer van augustus 1990 tot april 1991 aan de kant en stond zijn ontwikkeling dus ook stil. Hij zou uiteindelijk nog maar 8 wedstrijden spelen in het seizoen 1990/1991.
In de jaren die volgden haalde Vitesse Europees voetbal, met Cocu telkens in het elftal. Steeds speelde Vitesse in de UEFA Cup, met als hoogtepunt de derde ronde in het seizoen 1992/1993 tegen Real Madrid. Er werd tweemaal met 1-0 verloren. Er kwam steeds meer belangstelling van grote clubs. Ajax en Arsenal waren geïnteresseerd, maar voorzitter Karel Aalbers hing een aardig prijskaartje aan Cocu. Bovendien werd hij maar geen international, wat zijn transfer naar Engeland (Arsenal) in de weg stond. Uiteindelijk was Cocu niet meer te houden voor Vitesse en kon hij kiezen uit Feyenoord of PSV. Het werd een terugkeer naar zijn geboortestad, waar hij samen met zijn toenmalig ploeggenoot Chris van der Weerden aan de slag ging.

### PSV
Cocu begon in 1995 bij PSV en werd ook meteen basisspeler. Op vrijdag 18 augustus 1995 speelde Cocu zijn eerste wedstrijd voor PSV tegen Fortuna Sittard in een uitwedstrijd in stadion De Baandert. De wedstrijd werd gewonnen met 1-3. Samen met spelers als Jaap Stam, Ronaldo en Luc Nilis won Cocu de beker in zijn eerste seizoen. In 1996 werd hij door de toenmalige bondscoach Guus Hiddink opgeroepen als international. Hij debuteerde met een invalbeurt tegen Duitsland. Hij zou nadien in de tien jaar die volgden uitgroeien tot een belangrijke en dragende speler van Oranje. Het seizoen erop (1996) verliep een stuk beter; PSV pakte de landstitel. 1997 werd ook het jaar waarin Cocu zijn debuut maakte in de UEFA Champions League. Het werd geen succes; PSV werd in de eerste ronde uitgeschakeld. Halverwege het seizoen 1997/1998 besloot Cocu zijn contract niet te verlengen en transfervrij te vertrekken. Interesse was er van Internazionale, AC Milan, Atlético Madrid, Real Madrid en Arsenal, maar het werd FC Barcelona.

### Barcelona
Na het WK in Frankrijk begon Cocu bij zijn nieuwe club FC Barcelona. Ook andere landgenoten kwamen Barcelona versterken, namelijk Patrick Kluivert, Marc Overmars, Frank de Boer, Ronald de Boer, Michael Reiziger en Boudewijn Zenden. FC Barcelona pakte dat jaar de landstitel. In 2003 liep het contract met FC Barcelona af, maar Cocu verlengde met een jaar. In 2004 ging hij terug naar PSV. Een van de redenen was dat hij dichter bij familie en vrienden wilde wonen.

### Terug bij PSV
In juni 2004 werd Cocu gepresenteerd in het Philips Stadion. Hij liet toen weten iets moois neer te willen zetten in Eindhoven en dat Hiddink een grote rol heeft gespeeld in de transfer. Cocu ging op het middenveld een trio vormen met Mark van Bommel en Johann Vogel. Met deze drie zouden zij tot het op één-na-succesvolste seizoen van PSV ooit komen.
In de competitie was PSV niet af te stoppen en de landstitel werd binnengehaald. Ook werd in De Kuip de beker gewonnen door Willem II te verslaan. Europees gezien wist Cocu met PSV voor het eerst in de historie te overwinteren in de UEFA Champions League. Hierna volgden overwinningen op AS Monaco en Olympique Lyonnais (met een doelpunt van Cocu in de uitwedstrijd, 1-1) en bereikte PSV de halve finales, waarin het door AC Milan werd afgestopt (2-0-verlies uit, 3-1-overwinning thuis met twee doelpunten van Cocu).
In het seizoen 2005/2006 kreeg Cocu na het vertrek van Van Bommel de aanvoerdersband. Met Timmy Simons en Ibrahim Afellay als nieuwe partners haalde PSV voor de tweede achtereenvolgende keer de tweede ronde van de Champions League. Aan het einde van het seizoen liep Cocu's contract af. Hiddink liet weten dat Cocu aan de technische staf toegevoegd kan worden, maar voorlopig was Cocu nog steeds onmisbaar en de leider van het elftal.
Cocu speelde in het seizoen 2006/2007 ook nog bij PSV en won zijn derde landstitel op rij met de club. Zijn doelpunt (de 5-1) in de slotwedstrijd van het seizoen tegen Vitesse bleek het beslissende doelpunt te zijn waarmee hij zijn team naar de titel schoot. Na dit duel kondigde hij zijn vertrek bij PSV aan tijdens een interview met een verslaggever van NOS Studio Sport. PSV bleef, ook na zijn vertrek als voetballer, geïnteresseerd in Cocu. Zowel trainer Ronald Koeman als algemeen directeur Jan Reker wilden Cocu maar al te graag toevoegen aan de technische staf van de club. Cocu koos er echter voor om nog een jaar te gaan spelen in de Verenigde Arabische Emiraten bij de club Al-Jazira.

### Nederlands elftal

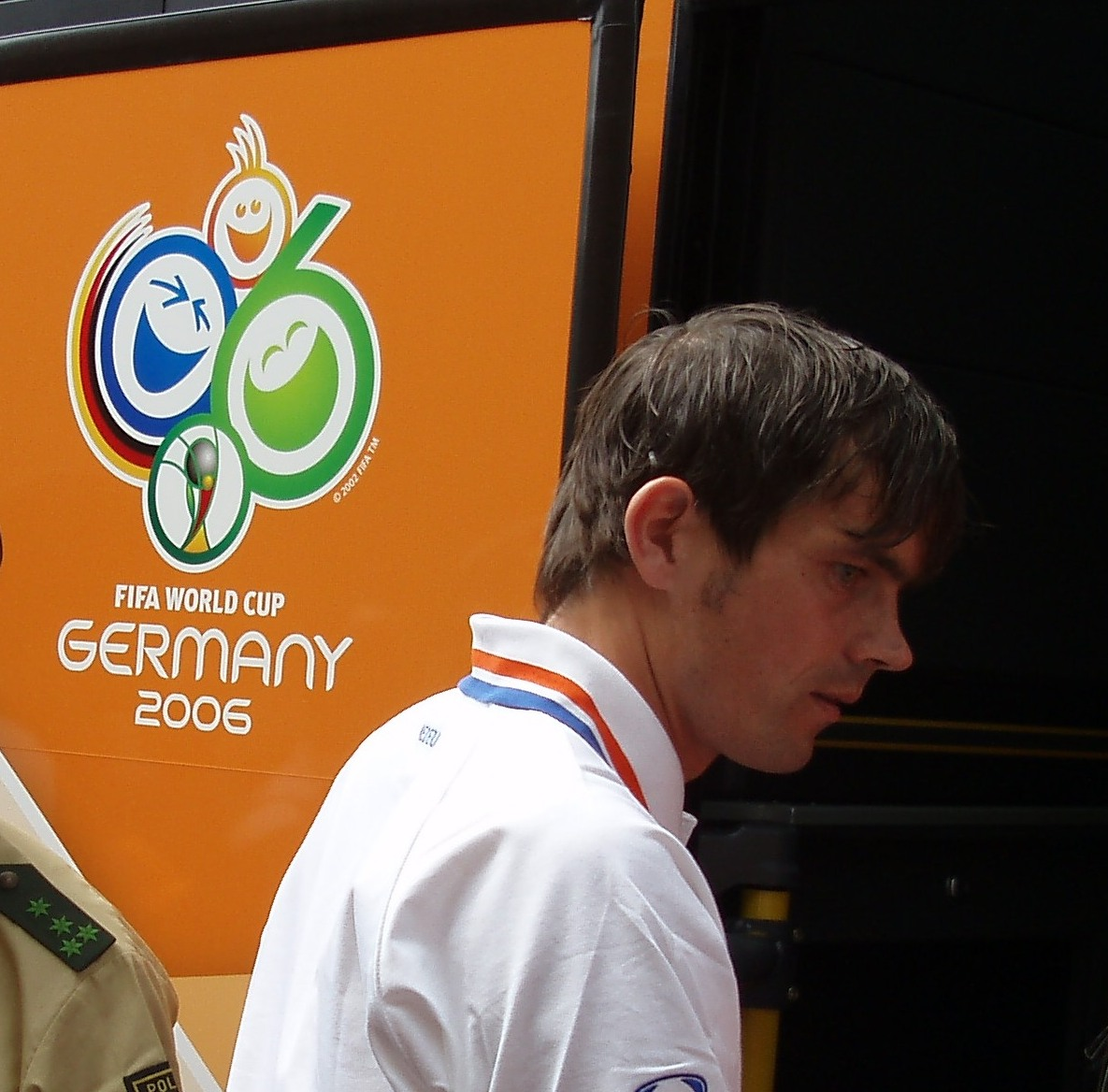
Cocu bij het WK voetbal 2006 in Duitsland

Als speler van Vitesse was Cocu al een aantal keren dicht bij zijn debuut voor het Nederlands elftal. Er was zelfs even sprake van deelname aan het WK 1994 in de Verenigde Staten. Het debuut zou komen op 24 april 1996 in De Kuip; tijdens een vriendschappelijke wedstrijd tegen Duitsland viel Cocu in de 56e minuut in voor Richard Witschge. Ook mocht Cocu mee naar het EK 1996 in Engeland. Hij speelde mee in de groepswedstrijden tegen Schotland en Engeland (beide invalbeurten). In de verloren kwartfinalewedstrijd stond Cocu voor de eerste keer in de basis van Oranje. Ook bij het WK 1998 in Frankrijk was Cocu van de partij. Met Cocu als vaste waarde van het elftal reikte Oranje tot de halve finales tegen Brazilië, waar het evenals in 1996 na strafschoppen uitgeschakeld werd. Anders dan in 1996 nam Cocu ditmaal wél een strafschop. Het was Claudio Taffarel die hem het scoren belette. Tijdens het WK scoorde Cocu tweemaal (tegen Zuid-Korea en Mexico). Ook was Cocu actief op het EK 2000 en op het EK 2004, waar Oranje het beide keren tot de halve finale schopte. Voor het WK 2002 in Japan en Zuid-Korea wist Nederland zich niet te kwalificeren. Zijn laatste internationale toernooi met het Nederlands elftal was het WK 2006 in Duitsland, waar Oranje in de achtste finales werd uitgeschakeld door Portugal. Na dit WK stopte Cocu als international.
Cocu speelde 101 interlands. Hij staat hiermee in Nederland op de achtste plaats, na Wesley Sneijder, Edwin van der Sar, Frank de Boer, Rafael van der Vaart, Giovanni van Bronckhorst, Dirk Kuyt en Robin van Persie. In zijn interlandcarrière maakte hij tien goals en ontving hij twee keer rood. Ook droeg Cocu meerdere malen de aanvoerdersband, totdat Van der Sar in 2004 vaste aanvoerder werd.

### Posities
Als een club problemen had met de opvulling van een bepaalde positie, kwam Cocu vaak goed van pas. Cocu begon bij Vitesse als linksbuiten, totdat Herbert Neumann hem omkneedde tot middenvelder. De normale positie van Cocu werd centraal op het middenveld, maar in zijn carrière heeft hij ook nog als linkermiddenvelder, linksback en centrale verdediger gespeeld. Tijdens het WK 1998 mocht Cocu zelfs als tweede spits spelen (tweede poulewedstrijd tegen Zuid-Korea). Bij PSV speelde Cocu op heel veel posities vanwege veel blessures. Zo was hij ook vervanger van Arouna Koné en speelde hij even spits.

## Clubstatistieken
| Seizoen | Club         | Competitie       | Competitie | Competitie | Beker | Beker | Internationaal | Internationaal | Overig | Overig | Totaal | Totaal |
| Seizoen | Club         | Competitie       | Wed.       | Dlp.       | Wed.  | Dlp.  | Wed.           | Dlp.           | Wed.   | Dlp.   | Wed.   | Dlp.   |
| ------- | ------------ | ---------------- | ---------- | ---------- | ----- | ----- | -------------- | -------------- | ------ | ------ | ------ | ------ |
| 1988/89 | AZ           | Eerste divisie   | 15         | 4          | 2     | 1     | –              | –              | –      | –      | 17     | 5      |
| 1989/90 | AZ           | Eerste divisie   | 35         | 4          | 0     | 0     | –              | –              | –      | –      | 35     | 4      |
| 1990/91 | Vitesse      | Eredivisie       | 8          | 0          | 1     | 0     | –              | –              | –      | –      | 9      | 0      |
| 1991/92 | Vitesse      | Eredivisie       | 33         | 3          | 2     | 0     | –              | –              | –      | –      | 35     | 3      |
| 1992/93 | Vitesse      | Eredivisie       | 34         | 6          | 2     | 1     | 6              | 1              | –      | –      | 42     | 8      |
| 1993/94 | Vitesse      | Eredivisie       | 33         | 11         | 1     | 0     | 2              | 0              | –      | –      | 36     | 11     |
| 1994/95 | Vitesse      | Eredivisie       | 29         | 5          | 1     | 1     | 2              | 0              | –      | –      | 32     | 6      |
| 1995/96 | PSV          | Eredivisie       | 31         | 12         | 5     | 2     | 8              | 2              | –      | –      | 44     | 16     |
| 1996/97 | PSV          | Eredivisie       | 34         | 8          | 2     | 0     | 4              | 1              | 1      | 0      | 41     | 9      |
| 1997/98 | PSV          | Eredivisie       | 32         | 11         | 5     | 3     | 6              | 1              | 1      | 2      | 44     | 17     |
| 1998/99 | FC Barcelona | Primera División | 36         | 12         | 4     | 0     | 5              | 0              | 2      | 0      | 47     | 12     |
| 1999/00 | FC Barcelona | Primera División | 35         | 6          | 2     | 0     | 14             | 2              | 2      | 0      | 53     | 8      |
| 2000/01 | FC Barcelona | Primera División | 35         | 3          | 7     | 0     | 13             | 1              | –      | –      | 55     | 4      |
| 2001/02 | FC Barcelona | Primera División | 34         | 2          | 0     | 0     | 16             | 0              | –      | –      | 50     | 2      |
| 2002/03 | FC Barcelona | Primera División | 29         | 3          | 0     | 0     | 10             | 2              | –      | –      | 39     | 5      |
| 2003/04 | FC Barcelona | Primera División | 36         | 5          | 5     | 0     | 7              | 1              | –      | –      | 48     | 6      |
| 2004/05 | PSV          | Eredivisie       | 29         | 6          | 3     | 1     | 13             | 3              | –      | –      | 45     | 10     |
| 2005/06 | PSV          | Eredivisie       | 33         | 10         | 4     | 2     | 8              | 1              | 1      | 0      | 46     | 13     |
| 2006/07 | PSV          | Eredivisie       | 32         | 7          | 2     | 0     | 7              | 0              | 1      | 1      | 42     | 8      |
| 2007/08 | Al-Jazira    | VAE Liga         | 17         | 4          | –     | –     | –              | –              | –      | –      | 17     | 4      |
| Totaal  | Totaal       | Totaal           | 600        | 111        | 48    | 11    | 121            | 15             | 8      | 3      | 777    | 140    |

## Trainerscarrière

### Jeugdtrainer bij PSV
Na zijn actieve carrière volgde Cocu de cursus Coach Betaald Voetbal. Tevens ging hij stagelopen bij het Nederlands elftal en werd hij jeugdtrainer bij PSV, waar hij op 21 juni 2008 voor het eerst als trainer op het veld stond. Op 2 februari 2009 werd zijn taak als jeugdtrainer met wederzijdse instemming omgezet in een functie als assistent-trainer van de hoofdmacht, voor het rest van het dan lopende voetbalseizoen. Cocu kon hier langer voor tekenen, maar deed dit niet. Hij wilde minimaal tot 2012 betrokken zijn bij het Nederlands elftal en beide functies vond hij niet te combineren. Cocu bleef in 2009/10 wel parttime deel uitmaken van de technische staf van PSV. Net als het seizoen ervoor nam hij geen plaats op de bank tijdens wedstrijddagen, maar was hij wel beschikbaar voor tactische en individuele trainingen. Cocu reisde tevens mee naar het eerste trainingskamp van PSV in Oisterwijk in voorbereiding op het seizoen.
Nadat VVV-Venlo haar trainer Jan van Dijk had ontslagen, werd Cocu benaderd in december 2010 door voorzitter Hai Berden. Cocu bedankte voor de aanbieding en bleef bij PSV en het Nederlands Elftal. In augustus 2011 verlengde hij zijn contract bij PSV tot aan de zomer van 2013. Op 12 maart 2012 trad Cocu, nadat Fred Rutten werd ontslagen door PSV, in dienst als interim-hoofdtrainer bij de Eindhovense club. Hij werkte samen met Ernest Faber en Chris van der Weerden, die hij beide nog kende uit zijn spelerscarrière. De eerste wedstrijd onder zijn leiding was in het kader van de Europa League. Tegen de Spaanse topploeg Valencia CF werd met 1-1 gelijkgespeeld. Bij de eerste competitiewedstrijd onder zijn leiding werd sc Heerenveen met 5-1 verslagen.
Op 8 april 2012, 27 dagen na zijn aanstelling als interim-trainer, won Cocu de KNVB beker met PSV door Heracles Almelo met 3-0 in de finale te verslaan. Na het EK 2012 werd Dick Advocaat voor een jaar aangesteld als hoofdtrainer van PSV, waarmee Cocu terugkeerde tot de functie van assistent-trainer. De oud-middenvelder had al aangegeven niet direct door te willen als hoofdtrainer, maar eerst meer ervaring op te willen doen. Hierop besloot PSV hem hoofdtrainer te maken van de A1. Hiermee won hij de beker in de finale tegen Feyenoord A1.

### Hoofdtrainer bij PSV
Onder Advocaat werd PSV in het seizoen 2012/2013 tweede in de competitie en verloor het de bekerfinale van AZ. Nadat Advocaat aangaf zijn verblijf bij PSV niet te verlengen, werd Cocu per 1 juli 2013 hoofdtrainer. Hij ging, evenals de periode daarvoor, weer samenwerken met Ernest Faber en Chris van der Weerden. Later dat seizoen voegde hij Guus Hiddink, op parttimebasis, toe aan de technische staf. Eind maart 2014 werd Cocu gedwongen het hoofdtrainerschap tijdelijk neerleggen, nadat er een tumor uit zijn rug werd verwijderd. Zijn assistent Faber nam hierop, tot het einde van het lopende seizoen, Cocu's rol als hoofdtrainer over.
Het eerste seizoen van PSV onder Cocu eindigde op de vierde plaats op de ranglijst van 2013/2014. Het duurde tot de laatste speeldag voor de club zeker was van deelname aan Europees voetbal, nadat ze halverwege de competitie nog op de negende plaats stond. Toch begon PSV het seizoen Eredivisie 2014/15 met vrijwel dezelfde selectie, met Luuk de Jong in plaats van de verkochte Matavž en Andrés Guardado in plaats van de gestopte Park. Ditmaal greep de club op de tweede speeldag de koppositie en stond ze die de rest van het seizoen niet meer af. Er werd een recordaantal van 88 punten behaald. Een 4-1-overwinning thuis tegen sc Heerenveen in speelronde 31 zorgde ervoor dat het het 22ste landskampioenschap in de clubhistorie en Cocu's eerste als hoofdtrainer officieel een feit werd. Een kleine maand later werd Cocu zelf verkozen tot Coach van het Jaar.
Cocu maakte op 15 september 2015 zijn debuut in het hoofdtoernooi van UEFA Champions League als hoofdcoach. Die dag won hij met PSV thuis met 2-1 van Manchester United. Dit bleek het begin van een campagne waarin PSV zich na zes poulewedstrijden plaatste voor de achtste finales van de Champions League. Het PSV onder Cocu was de eerste Nederlandse club die hierin slaagde sinds het PSV van het seizoen 2006/07, waarin Cocu zelf nog speelde. Onder Cocu behaalde PSV in het seizoen 2015/16 voor het tweede jaar op rij meer dan tachtig punten (84). Daarmee was ze de eerste Nederlandse club die dit lukte sinds PSV dit zelf voor het laatst deed in de seizoenen 2004/05 en 2005/06 (met Cocu als speler). Net als toen werd PSV in 2015/16 hiermee voor de tweede keer op rij landskampioen. De beslissing viel ditmaal op de laatste speeldag van het seizoen. De club begon aan speelronde 34 met evenveel punten als Ajax, maar met een doelsaldo dat zes doelpunten minder was. PSV won die dag vervolgens met 1-3 uit bij PEC Zwolle, terwijl Ajax uit bij De Graafschap met 1-1 gelijkspeelde. Cocu werd op 15 april 2018 voor de derde keer als trainer kampioen met PSV. Een 3–0 overwinning thuis tegen nummer twee Ajax zorgde ervoor dat de ploeg na 31 speelronden niet meer in te halen was door de concurrentie. Cocu werd hiermee na Kees Rijvers (ook drie keer) en Guus Hiddink (zes keer) de derde ooit die drie (of meer) keer kampioen werd als PSV-coach. Cocu werd in mei 2018 voor de tweede keer verkozen tot Coach van het Jaar. Hij was daarmee vierde coach die de Rinus Michels Award voor de tweede keer won, na achtereenvolgens Guus Hiddink, Louis van Gaal en Frank de Boer.

### Hoofdtrainer bij Fenerbahçe
Cocu tekende in juni 2018 een driejarig contract bij Fenerbahçe. Chris van der Weerden volgde als assistent Cocu naar de ploeg uit Istanboel. In augustus versterkte Erwin Koeman zijn technische staf. Op 28 oktober 2018 werd hij door het bestuur op non-actief gesteld, vanwege de slechte resultaten; de slechtste rangschikking in de 61-jarige competitiegeschiedenis van de Süper Lig en de uitschakeling in de voorronde van de Champions League tegen SL Benfica en het moeizame optreden in de Europa League. In 15 officiële duels behaalde Cocu drie overwinningen, vijf gelijke spelen en zeven nederlagen.

### Hoofdtrainer bij Derby County
Cocu werd in de zomer van 2019 de eerste buitenlandse trainer van Derby County, op dat moment actief in de Championship. Chris van der Weerden en Twan Scheepers gingen mee als assistent, waarna in november 2019 Wayne Rooney aan de technische staf werd toegevoegd als speler-coach. Door tegenvallende resultaten werd Cocu op 14 november 2020 ontslagen.

### Hoofdtrainer bij Vitesse
Na bijna twee jaar geen club te hebben getraind werd Cocu in september 2022 aangesteld als nieuwe hoofdtrainer van Vitesse, waar hij een contract tot 2024 tekende. Hij volgde de naar VFL Bochum vertrokken Thomas Letsch op. Op 11 november 2023 nam Cocu ontslag na teleurstellende resultaten. De club had in de Eredivisie in 2023 in de eerste twaalf wedstrijden slechts acht punten gehaald en stond in de rangschikking onderaan.

## Erelijst
Als speler
| Competitie           |        |                                    |     |     |
| Competitie           | Aantal | Jaren                              |     |     |
| PSV                  | PSV    | PSV                                | PSV | PSV |
| -------------------- | ------ | ---------------------------------- | --- | --- |
| Eredivisie           | 4x     | 1996/97, 2004/05, 2005/06, 2006/07 |     |     |
| KNVB beker           | 2x     | 1995/96, 2004/05                   |     |     |
| Johan Cruijff Schaal | 2x     | 1996, 1997                         |     |     |
| FC Barcelona         |        |                                    |     |     |
| UEFA Super Cup       | 1x     | 1997                               |     |     |
| Primera División     | 1x     | 1998/99                            |     |     |
| Al-Jazira Club       |        |                                    |     |     |
| GCC Champions League | 1x     | 2007                               |     |     |

Als assistent-bondscoach
| Competitie                  | Winnaar   | Winnaar   | Runner-up | Runner-up | Derde     | Derde     |
| Competitie                  | Aantal    | Jaren     | Aantal    | Jaren     | Aantal    | Jaren     |
| Nederland                   | Nederland | Nederland | Nederland | Nederland | Nederland | Nederland |
| --------------------------- | --------- | --------- | --------- | --------- | --------- | --------- |
| Wereldkampioenschap voetbal |           |           | 1x        | 2010      |           |           |

Als trainer
| Eredivisie           | 3x | 2014/15, 2015/16, 2017/18 |
| KNVB beker           | 1x | 2011/12                   |
| Johan Cruijff Schaal | 2x | 2015, 2016                |

Individueel
- Rinus Michels Award: 2014/15, 2017/18

## Overige activiteiten
Samen met vrienden uit de voetbalwereld Mark Snijders en Kenneth Goudmijn lanceerde Cocu in 2007 de businessclub Voetbalzaken.nl. Cocu is het gezicht van het bedrijf en neemt deel aan diverse promotionele activiteiten.

## Trivia
- Cocu miste ooit in een vriendschappelijke wedstrijd tegen amateurvereniging RKVV Meerburg drie penalty's. Hij scoorde overigens diezelfde wedstrijd wel twee keer.
- Op het WK in Frankrijk werd de naam van Cocu door de Fransen anders uitgesproken dan gebruikelijk. In het Frans is 'cocu' namelijk een schimpende term voor een man die door zijn echtgenote bedrogen wordt.
- Op 25 juli 2009 kreeg Cocu een mooi afscheid. Hij had zelf een team samengesteld bestaande uit o.a. Mark van Bommel, Patrick Kluivert, Dennis Bergkamp, Jaap Stam en Luís Figo. Hij speelde met zijn team tegen PSV. PSV won met 5-1. Cocu miste in de wedstrijd nog een penalty.
- Cocu is geboren op dezelfde dag als voormalig teamgenoot bij Oranje Edwin van der Sar.
- In november 2011 kreeg hij een onderscheiding van de UEFA voor het spelen van ten minste 100 interlands.[16]
- Op 19 juli 2013 nam Cocu het in de afscheidswedstrijd van Mark van Bommel, als trainer van PSV, op tegen een door Van Bommel samengesteld gelegenheidsteam. In de tweede helft wisselde hij van partij en speelde hij, op verzoek van Van Bommel, in het gelegenheidselftal mee.
- Cocu maakt deel uit van het gelegenheidsteam van oud-Vitesse, dat bij diverse gelegenheden in actie komt.[17]

## Privé
Cocu heeft vier kinderen uit twee relaties.